# Nuoto sincronizzato ai campionati europei di nuoto 2010 - Combinato a squadre
La competizione si è svolta l'8 agosto 2010.

## Medaglie
| Posizione | Oro | Argento | Bronzo |
| --------- | --- | --- | --- |
| Paese     | Russia | Spagna | Ucraina |
| Atlete    | Anastasia Ermakova Natalia Ischenko Elvira Khasyanova Darya Korobova Olga Kuzhela Aleksandra Patskevich Svetlana Romashina Alla Shishkina Anzhelika Timanina Aleksandra Zueva | Clara Basiana Alba Cabello Ona Carbonell Margalida Crespí Andrea Fuentes Thais Henriquez Paula Klamburg Irene Montrucchio Irina Rodriguez Cristina Salvador | Lolita Ananasova Inga Gillyer Olena Grechyknina Daria Iushko Olga Kondrashova Juliya Maryanko Oleksandra Sabada Kateryna Sadurska Kseniya Sydorenko Anna Vološyna |

## Classifica
| Pos. | Nazione     | Punti  |
| ---- | ----------- | ------ |
|      | Russia      | 98.300 |
|      | Spagna      | 97.000 |
|      | Ucraina     | 94.100 |
| 4    | Italia      | 92.100 |
| 5    | Grecia      | 88.500 |
| 6    | Bielorussia | 85.500 |
| 7    | Rep. Ceca   | 85.400 |
| 8    | Paesi Bassi | 83.400 |
| 9    | Ungheria    | 79.600 |
| 10   | Polonia     | 73.500 |